# Lahonci
Lahonci – wieś w Słowenii, w gminie Ormož. 1 stycznia 2018 liczyła 325 mieszkańców.